# Sabujo tricolor sérvio
O sabujo tricolor sérvio[Nota] (em sérvio: srpski trobojni gonic) é uma raça originalmente conhecida como sabujo iugoslavo tricolor. Ainda que considerado um clássico farejador na Sérvia, é pouco conhecido fora dela. É visto como um animal de pelagem limpa e impermeável, comportamento tranquilo e instintos de trabalhor. Apesar das qualidades e do adestramento ser de dificuldade moderada, seu futuro ainda não está assegurado, já que sua população é muito reduzida.